# Verfassungsblog
Das Verfassungsblog ist ein akademisches Open Access Blog zu verfassungsrechtlichen und rechtspolitischen Themen. Die Artikel erscheinen in deutscher oder englischer Sprache.

## Geschichte
Der Verfassungsblog wurde am 30. Juli 2009 von Maximilian Steinbeis gegründet. In der Anfangszeit betrieb er das Portal als alleiniger Autor, später lud er andere Wissenschaftler ein, eigene Artikel im Verfassungsblog zu veröffentlichen. Ziel des Blogs „war es, eine Schnittstelle zwischen Wissenschaft und politischer Öffentlichkeit zu schaffen“. Zudem gehe es „nicht darum, Forschungsergebnisse zu präsentieren, sondern Debatten anzustoßen.“ Seit 2011 besteht eine Kooperation mit dem Projekt „Recht im Kontext“ des Wissenschaftskollegs zu Berlin.
Im Laufe der Zeit entwickelte sich das Blog laut Steinbeis in Richtung eines journalistischen Mediums, und es gibt mittlerweile neben den deutschen Artikeln auch englische Artikel, sowie – bedingt durch die Internationalisierung des Rechts – Artikel mit Bezug auf das Recht der Europäischen Union. Ein Ziel des Blogs ist die Entwicklung zu einem europäischen Netzwerk von Blogs des Themenkreises.
Mittlerweile haben über 3400 verschiedene Autoren Artikel im Verfassungsblog veröffentlicht.
Im Juli 2023 wurde das Thüringen-Projekt gegründet, das im April 2024 mit der Theodor-Heuss-Medaille von der Theodor-Heuss-Stiftung ausgezeichnet worden ist. Die Auszeichnung stand unter dem Motto „Demokratie unter Druck – Gemeinsam für Freiheit Verantwortung übernehmen“.

## Thüringen-Projekt
Das Thüringen-Projekt ist ein vom Verfassungsblog initiiertes Forschungsprojekt zu Resilienz von Demokratie und Rechtsstaatlichkeit in Deutschland. Bis zu den Landtagswahlen im Herbst 2024 wollen die Wissenschaftler am Beispiel von Thüringen erforschen, welche Spielräume eine autoritär-populistische Partei auf Landesebene hätte, um ihre Macht zum Schaden der Demokratie einzusetzen und sich im Falle einer Regierungsübernahme oder -beteiligung gegen rechtsstaatliche Bindungen und Kontrolle, demokratischen Wettbewerb und öffentliche Kritik zu immunisieren.
Ziel des Projektes ist es, die Öffentlichkeit über die Verwundbarkeiten der demokratischen Verfassung in Thüringen und die Schutz- und Interventionsmöglichkeiten im Mehrebenensystem zu informieren, die Resilienz von Funktions- und Entscheidungsträgern vor Ort in Thüringen im Fall einer autoritär-populistischen Machtübernahme zu stärken, und die Rechtswissenschaft für den Schutz der demokratischen Verfassung zu mobilisieren und für bislang unzureichend erforschte Fragestellungen in diesem Kontext rechts- und politikwissenschaftliches Wissen bereitzustellen.
Das Thüringen-Projekt ist vor dem Hintergrund demokratiefeindlicher Bewegungen europäischen Ländern entstanden. In Ungarn, Polen und vielen anderen Ländern wurden in den letzten Jahren Rechtsstaat und Demokratie mit formal-legalen Mitteln untergraben. Der Verfassungsblog hat diese Entwicklungen seit Jahren intensiv verfolgt und begleitet und sich immer wieder die Frage gestellt, wie ein solches Szenario in Deutschland aussehen würde. Der 2019 erschienene Essay „Ein Volkskanzler“ hat ein solches Szenario auf Bundesebene durchgespielt, mit dem Ergebnis, dass es möglich wäre, innerhalb einer Legislaturperiode das Grundgesetz aus den Angeln zu heben, ohne offenen Verfassungsbruch und ohne einen Buchstaben an der Verfassung zu ändern. Dieser Essay wurde später auch verfilmt. Vor dem Hintergrund der Landtagswahlen im Herbst 2024 will das Thüringen-Projekt nun am Beispiel Thüringen der Frage nachgehen, wie ein solches Szenario auf Landesebene aussähe.
Am 17. April 2024 hat das Thüringen-Projekt im Thüringer Landtag ein Policy Paper für die Politik vorgestellt, um die Demokratie resilienter zu machen. In den Handlungsempfehlungen für den Thüringer Landtag werden sieben rechtliche Anpassungen vorgeschlagen. Vollständige Ergebnisse von der Szenarioanalyse des Thüringen-Projekts stehen bislang aus.
Das Projekt wurde im April 2024 unter dem Motto „Demokratie unter Druck – Gemeinsam für Freiheit Verantwortung übernehmen“ mit einer Theodor-Heuss-Medaille ausgezeichnet.

## Organisation
Betreiber ist die Max Steinbeis Verfassungsblog gGmbH, deren Geschäftsführung von Maximilian Steinbeis wahrgenommen wird. Die Redaktion besteht aus acht Personen und 21 Associate Editors. Hierzu gehören Tristan Barczak, Anuscheh Farahat, Anna Katharina Mangold, Mathias Hong und Anna von Notz.
Die Organisation erhält eine Projektfinanzierung vom Bundesministerium für Bildung und Forschung (BMBF).

## Inhalte
Das Verfassungsblog veröffentlicht in verschiedenen Formaten, die unter den Marken Verfassungsblog, Verfassungsdebate, Verfassungseditorial, Verfassungspod, Verfassungsjournal und Verfassungsbooks erscheinen:
- Im Format Verfassungsblog befassen sich die Autoren mit frei gewählten Themen mit aktuellem Anlass. Im Gegensatz zu herkömmlichen akademischen Fachpublikationen sollen die Artikel kürzer und prägnanter sein.[20]
- Im Format Verfassungsdebate werden Themenkomplexe von verschiedenen Autoren unter juristischen Gesichtspunkten diskutiert und in Form von Artikeln veröffentlicht.[21]
- Im Format Verfassungseditorial veröffentlicht Steinbeis persönlich ein wöchentlich erscheinendes, zweisprachiges Editorial, das auch als Newsletter angeboten wird.[22]
- Das Format Verfassungspod begann 2020 als Podcast mit dem Namen Corona Constitutional, der sich mit Themen des Verfassungsrechts und der Verfassungspolitik befasste, die im Zuge der COVID-19-Pandemie in Deutschland diskutiert wurden, und diese unter rechtlichen Aspekten beleuchtete. Heute beschäftigt sich der Podcast in den einzelnen Episoden ausführlich mit einzelnen verfassungsrechtlichen Themen.
- Im Verfassungsjournal werden die Blog-Inhalte in Form eines monatlich erscheinenden, thematisch sortierten Journals aufbereitet und veröffentlicht.[23]
- Unter dem Namen Verfassungsbooks veröffentlicht das Verfassungsblog die Inhalte einzelner Debatten aus dem Format Verfassungsdebate in redaktionell aufbereiteter Form als gedruckte und elektronische Bücher.[24]

## Kooperationen
Kooperationen bestehen mit dem Forschungsverbund Recht im Kontext der Humboldt-Universität zu Berlin und dem Center for Global Constitution des Wissenschaftszentrums Berlin für Sozialforschung.

## Rezeption
Die vom wissenschaftlichen Beirat des Wissenschaftskollegs zu Berlin beauftragte Evaluierungskommission für den Forschungsverbund Recht im Kontext bezeichnet den Verfassungsblog als ‚eine[n] der interessantesten und am häufigsten gelesenen Foren für Verfassungsrecht und -politik‘ sowie als ein ‚must read‘ für alle, „die sich für Fragen des öffentlichen Rechts und für Verfassungspolitik in Europa interessieren oder beruflich damit befasst sind“.
In der Rechtsprechung werden Beiträge auf dem Verfassungsblog gelegentlich als Quelle verwendet, bzw. darauf verwiesen. So beispielsweise vom Bundesverfassungsgericht, vom Bundesgerichtshof, vom Bayerischen Verwaltungsgerichtshof, vom Schleswig-Holsteinischen Landessozialgericht, vom Oberverwaltungsgericht für das Land Nordrhein-Westfalen oder von dem Polnischen Obersten Gerichtshof. Im Zuge der Covid-19-Pandemie in Deutschland bezog sich das OVG-NRW bei der Normenkontrolle mehrmals auf das Verfassungsblog.
Auch die Wissenschaftlichen Dienste des Deutschen Bundestages verwenden Beiträge des Verfassungsblogs mitunter als Quelle.
Die Europäische Kommission hat in ihrem Bericht über die Rechtsstaatlichkeit 2020 den Verfassungsblog als Beitrag zur „Förderung einer dynamischen Kultur der Rechtsstaatlichkeit“ in Deutschland hervorgehoben.

## Schriften
- Verfassungsblog Teil: 1., Krise und Konstitutionalisierung in Europa. In: Maximilian Steinbeis, Alexandra Kemmerer, Christoph Möllers (Hrsg.): Recht im Kontext. Band 3. Nomos, Baden-Baden 2015, ISBN 978-3-8487-1183-3.
- Verfassungsblog Teil: 2., Gebändigte Macht : Verfassung im europäischen Nationalstaat. In: Maximilian Steinbeis, Alexandra Kemmerer, Christoph Möllers (Hrsg.): Recht im Kontext. Band 4. Nomos, Baden-Baden 2015, ISBN 978-3-8487-1184-0.
- Joris van Hoboken, Ilaria Buri, João Pedro Quintais, Ronan Fahy, Naomi Appelman: Putting the DSA into Practice: Enforcement, Access to Justice, and Global Implications. Hrsg.: Marlene Straub. 1. Auflage. Verfassungsbooks, Berlin 2023, ISBN 978-3-7575-1796-0.